# 阿曼達·諾克斯
阿曼達·瑪麗·諾克斯（英語：Amanda Marie Knox，1987年7月9日—）是一位美國作家和記者，她因成為梅內迪斯·克爾徹遇害事件被吿之一而為人所知。2015年，她最終被宣判無罪。
她從小生長於西雅圖，並進入華盛頓大學修習語言學。
2013年，她出版了回憶錄《等待傾聽》（英語：Waiting to Be Heard）。2014年，她以創意寫作取得學士學位，並成為一位自由撰稿記者。

## 参看
- 江歌案
- 慢新聞

## 外部鏈結
- 官方网站（英文）
- 在《衛報》的相關新闻和文章 （页面存档备份，存于）（英文）
- . Westside Seattle. （原始内容存档于2019-07-13）.（英文）

### 紀錄片
- 阿曼達·諾克斯| Netflix 正式網頁 （页面存档备份，存于）